# Serradonta
Serradonta is een geslacht van weekdieren uit de klasse van de Gastropoda (slakken).

## Soorten
- Serradonta kanesunosensis Sasaki, Okutani & Fujikura, 2003
- Serradonta kimberleyae Saether, Little, B. A. Marshall & K. C. Campbell, 2012 †
- Serradonta vestimentifericola Okutani, Tsuchida & Fujikura, 1992